# 5515 Naderi
5515 Naderi este o planetă minoră (asteroid), cu un diametru de 7,001 km, din centura de asteroizi. A fost descoperită pe 5 martie 1989 la Observatorul Palomar de Eleanor F. Helin și a fost numită după Firouz Naderi⁠(d). 
Obiectul prezintă o orbită caracterizată de o semiaxă mare de 2,6675905 UAi, o excentricitate de 0,22, o înclinație de 13,082 ° în raport cu ecliptica.